# Ring of Fire (gruppo musicale)
I Ring of Fire sono un supergruppo musicale progressive metal/power metal statunitense,  formatosi nel 2001 a Chula Vista.

## Storia della band
La band venne fondata dall'ex cantante di Yngwie Malmsteen, Mark Boals, in seguito all'uscita del suo secondo album solista, chiamato appunto "Ring of Fire". 
La prima formazione includeva il chitarrista George Bellas, il batterista Virgil Donati (Planet X), il bassista Philip Bynoe (Rick Berlin Band) e il tastierista Vitalij Kuprij. Con questa formazione pubblicano nel 2001 il primo album "The Oracle", prodotto dalla casa discografica Italiana Frontiers Records.
Nel 2002 pubblicano il live-album  "Burning Live in Tokyo 2002" (che vede l'ingresso del chitarrista Tony MacAlpine), mentre nel 2003 viene pubblicato il secondo album "Dreamtower" che ottiene ottime recensioni.
Nel 2004 esce il terzo album "Lapse of Reality", disco che vede l'ingresso del nuovo tastierista Steve Weingart (Steely Dan). Dopo questo disco, la band interrompe l'attività musicale, infatti, il cantante Boals, il chitarrista MacAlpine e il batterista Donati, formarono i "Seven the Hardway".
La band si riformò nel 2013 con Mark Boals, Vitalij Kuprij e MacAlpine, e nel 2014 incisero il loro quarto album in studio, "Battle of Leningrad", che vede anche Timo Tolkki in veste di bassista.
Nel 2022 viene pubblicato il quinto album "Gravity", disco che vede in formazione (oltre a Boals e Kuprij) tre musicisti Italiani; Si tratta del chitarrista Aldo Lonobile, il batterista Alfonso Mocerino ed il bassista Stefano Scola.
Il 20 febbraio 2024, il tastierista Vitalij Kuprij è morto a causa di un arresto cardiaco all'età di 49 anni.

## Stile musicale
Il primo album è riconducibile ad un Neoclassical metal, un genere "inventato" dal virtuoso chitarrista Yngwie Malmsteen. Col passare del tempo la band si è evoluta in uno stile più melodico. 
Da notare come il ritmo e le chitarre soliste tendono a svilupparsi e progredire in modo indipendente (di solito coinvolgendo lo shredding e altre tecniche avanzate di assolo), mentre altre volte lavorano all'unisono nel contrappunto.

## Formazione

### Attuale
- Mark Boals - voce (2001-2004,2013-presente)
- Aldo Lonobile - chitarra (2022-presente)
- Stefano Scola - basso (2022-presente)
- Alfonso Mocerino - batteria (2022-presente)

### Ex componenti
- Vitalij Kuprij - tastiera (2001-2003,2013-2024)
- George Bellas - chitarra (2001-2002)
- Virgil Donati - batteria (2001-2004)
- Philip Bynoe - basso (2001-2004)
- Tony MacAlpine - chitarra (2002-2004,2013)
- Steve Weingart - tastiera (2004)

## Discografia

### Album in studio
- 2002 – The Oracle
- 2003 – Dreamtower
- 2004 – Lapse of Reality
- 2014 - Battle of Leningrad
- 2022 - Gravity

### Album dal vivo
- 2002 – Burning in Tokyo 2002